# Carex caroliniana
Carex caroliniana är en halvgräsart som beskrevs av Ludwig David von Schweinitz. Carex caroliniana ingår i släktet starrar, och familjen halvgräs. Inga underarter finns listade i Catalogue of Life.